# Ezra Getzler
Ezra Getzler (* 2. Februar 1962) ist ein australischer Mathematiker und mathematischer Physiker.
Getzler studierte von 1979 bis 1982 an der Australian National University in Canberra (Bachelor-Abschluss mit Auszeichnung 1982) und danach an der Harvard University, wo er 1986 bei Arthur Jaffe promoviert wurde (Degree theory for Wiener maps and supersymmetric quantum mechanics). Von 1986 bis 1989 war er Junior Fellow in Harvard. 1989 wurde er Assistant Professor und 1993 Associate Professor am Massachusetts Institute of Technology. Ab 1997 war Getzler Associate Professor und ab 1999 Professor an der Northwestern University. Er war unter anderem Gastprofessor an der École normale supérieure (1992), Gastwissenschaftler am Max-Planck-Institut für Mathematik in Bonn (1996), Gastprofessor am Institut Henri Poincaré (2007), der Universität Nizza-Antipolis, am Imperial College London (2007/8) und der Universität Paris VI. 2002 war er am Institute for Advanced Study.
Getzler ist bekannt für seinen neuen Beweis (1983) des Atiyah-Singer-Indexsatzes mit Hilfe von Supersymmetrie, auf Ideen von Luis Alvarez-Gaumé und Edward Witten in der Physik aufbauend. Neben mathematischer Physik befasst er sich mit algebraischer Geometrie, Kategorientheorie und algebraischer Topologie.
Von 1982 bis 1986 war er Fulbright-Stipendiat, 1985/1986 Alfred P. Sloan Doctoral Dissertation Fellow und von 1991 bis 1993 Sloan Research Fellow. Er ist Fellow der American Mathematical Society.

## Schriften
- mit Nicole Berline, Michèle Vergne Heat Kernels and Dirac Operators. Grundlehren der Mathematischen Wissenschaften. Springer Verlag, 1992
- Pseudodifferential operators on supermanifolds and the Atiyah-Singer index theorem. Commun. Math. Phys. 92, No. 2, 163–178 (1983). projecteuclid.org
- A short proof of the Atiyah-Singer Index Theorem. Topology 25, 111–117 (1986).
- The odd Chern character in cyclic homology and spectral flow. Topology 32, No. 3, 489–507 (1993).
- Intersection theory on {\displaystyle {\overline {{\mathcal {M}}_{1,4}}}} and elliptic Gromov-Witten invariants. J. Am. Math. Soc. 10, No. 4, 973–998 (1997).
- Resolving mixed Hodge modules on configuration spaces. Duke Math. J. 96, No. 1, 175–203 (1999).
- A Darboux theorem for Hamiltonian operators in the formal calculus of variations. Duke Math. J. 111, No. 3, 535–560 (2002).
- Lie Theory for nilpotent {\displaystyle L_{\infty }}-algebras. Ann. Math. (2) 170, No. 1, 271–301 (2009).
- The local Atiyah-Singer index theorem. In: Konrad Osterwalder, Raymond Stora (Hrsg.): Critical phenomena, random systems, gauge theories (Les Houches Lectures 1984), North-Holland, Amsterdam / New York, 1986, S. 967–974.
- Herausgeber mit Michail Kapranow: Higher category theory. Workshop. Northwestern University 1997, American Mathematical Society 1998